# Lomtjärnarna, Jämtland
Lomtjärnarna är en sjö i Östersunds kommun i Jämtland och ingår i Indalsälvens huvudavrinningsområde.